# Елф (филм)
„Елф“ (на английски: Elf) е американска комедия от 2003 г. на режисьора Джон Фавро, по сценарий на Дейвид Бенербаум, във филма участват Уил Феръл, Джеймс Каан, Зоуи Дешанел, Мери Стийнбъргън, Даниел Тей, Боб Нюхарт и Едуард Аснър. „Елф“ е пуснат в Съединените щати на 7 ноември 2003 г. от Ню Лайн Синема и постига голям финансов успех, като печели 220 млн. долара в световен мащаб при бюджет от 33 млн. долара.
Изпълнението на Феръл като Бъди е възхвалявано от критиците и публиката, а някои го наричат един от най-добрите му изпълнения. Филмът вдъхновява бродуейския мюзикъл „Елф: Мюзикълът“ от 2010 г. и анимационния телевизионен филм „Елф: Музикалната Коледа на Елф“, излъчен по Ен Би Си през 2014 г. Филмът е вписан в списъка като един от най-добрите коледни филми на всички времена.

## Актьорски състав
| Актьор           | Роля                                 |
| ---------------- | ------------------------------------ |
| Уил Феръл        | Бъди Хобс                            |
| Джеймс Каан      | Уолтър Хобс                          |
| Зоуи Дешанел     | Джоуви                               |
| Мери Стийнбъргън | Емили Хобс                           |
| Даниел Тей       | Майкъл Хобс                          |
| Боб Нюхарт       | Татко Елф                            |
| Едуард Аснър     | Дядо Коледа                          |
| Фейзън Лав       | Уанда                                |
| Питър Динклидж   | Майлс Финч                           |
| Ейми Седарис     | Деб                                  |
| Майкъл Лърнър    | Фълтън Грийнуей                      |
| Анди Рихтер      | Морис                                |
| Кайл Гас         | Юджийн Дюпри                         |
| Арти Ландж       | Фалшивият Дядо Коледа                |
| Джон Фавро       | Д-р Бен Леонардо                     |
| Майк Уолш        | Свидетел                             |
| Питър Билингсли  | Минг Минг (не е посочен в надписите) |
| Дейвид Пол Гроув | Пом Пом                              |
| Леон Редбоун     | Леон Снежният човек (глас)           |
| Рей Харихаусън   | Малкото полярно мече (глас)          |

## Заснемане
Снимките започват на 2 декември 2002 г. и свършват на 7 март 2003 г. Снимките на филма се състои от Ню Йорк Сити, както във Ванкувър и във болница Ривървю във Кокитлам, Британска Колумбия.

## В България
В България филмът е пуснат на VHS и DVD на 17 ноември 2004 г. от Съни Филмс.
На 24 декември 2007 г. е излъчен за първи път по Нова телевизия с разписание понеделник от 20:00 ч.
През 2011 г. се излъчва по каналите на bTV.

## Дублажи
| Преводач           | Веселина Александрова                                                            |
| Редактор           | Екатерина Късметлийска                                                           |
| Тонрежисьор        | Дора Маринова                                                                    |
| Озвучаващи артисти | Венета Зюмбюлева Силвия Русинова Стефан Димитриев Христо Узунов Здравко Методиев |

| Озвучаващи артисти  | Биляна Петринска Лина Златева Стефан Димитриев Николай Николов Здравко Методиев |
| Тонрежисьор         | Галина Наумова                                                                  |
| Режисьор на дублажа | Чавдар Монов                                                                    |